# عباس بلوکی‌فر
عباس بلوکی‌فر (متولد فروردین ماه ۱۳۰۳ تفرش – درگذشتهٔ ۵ مهرماه ۱۳۸۸ تهران) نقاش قهوه‌خانه‌ای ایرانی و از صاحب‌نظران این هنر بود. وی از نوجوانی به نقاشی قهوه‌خانه‌ای روی آورد و آن‌را به کمال رساند. وی تابلوهایش را با اشعاری از خود زینت می‌داد و به سبب قدرت قلم و توانایی به‌کارگیری رنگ در پرده‌هایش مورد تحسین بود. بلوکی فر در ۵ مهرماه ۱۳۸۸ درگذشت.

## زندگی‌نامه
بلوکی فر در سال ۱۳۰۳ شمسی در بازارچه معیر، یکی از محله‌های قدیم تهران به دنیا آمد. از ۹ سالگی به کار نقاشی ساختمان مشغول شد. چند سال نزد دو استاد بنیان‌گذار شیوه نقاشی خیالی قهوه خانه، حسین قوللر آقاسی و محمد مدبر، به شاگردی و آموختن هنر رنگ آمیزی و نقاشی نشست.قوللر او را به بهره گیری از استعداد و ذوق هنری بالایی که داشت تشویق می‌کرد. بلوکی‌فر با ورود به عرصه نقاشی قهوه‌خانه‌ای، هنر و استعدادش را به ترمیم تابلوهای قدیمی متمرکز کرد. این هنرمند پس از مدتی خود دست به قلم برداشت و با جادوی رنگ، بر روی پرده‌ها قصه گفت. نخستین تجربیات بلوکی‌فر از نقاشی قهوه‌خانه‌ای را می‌توان در زمینه نقش زدن از قیام مختار و جنگ رستم و سهراب دانست. نقوشی که در زمان خود می‌توانست با طرح‌های هنرمندانی از جمله بلوکی فر، مردم را گرد هم آورده و به تماشای رنگ‌ها و شنیدن داستان‌ها بنشاند.او یکی از هنرمندان ‌آخرین نسل از بازماندگان جریان نقاشی قهوه‌خانه‌ای بود که در سال ۱۳۷۵ بر این راه قدم نهاد تا در فرهنگسرای نیاوران، مدرسه‌ای را برای این هنر راه‌اندازی کند.این قدم البته در نهایت ناکام ماند و امروزه با درگذشت پیشکسوتان این سبک، مهجور مانده است.این نقاش سبک قهوه‌خانه‌ای در کنار هنرمندانی از جمله حسین قوللر آغاسی، محمد مدبر، حسن اسماعیل‌زاده، فتح‌الله آغاسی و حسین همدانی، طی دهه‌های ۲۰ و ۳۰ که اوج شکوفایی نقاشی قهوه‌خانه‌ای محسوب می‌شد، ده‌ها اثر را با این سبک خلق کردند. سبکی که می‌توان آن را از جمله مردمی‌ترین هنر این سرزمین دانست؛ چرا که در میان مردم عامه جریان داشت و توجه مردم را به سمت خود جلب می‌کرد.بلوکی فر در بیش از ۳۰ نمایشگاه در ایران و سه نمایشگاه در خارج از کشور شرکت کرد. نمایش آثار او در دوسلدروف آلمان بسیار موفق بود.

## درگذشت
عباس بلوکی فر ۵ مهرماه ۱۳۸۸ درگذشت.